# Guyana en los Juegos Olímpicos de París 2024
Guyana estuvo representada en los Juegos Olímpicos de París 2024 por cinco deportistas, tres mujeres y dos hombres, que compitieron en tres deportes.
Los portadores de la bandera en la ceremonia de apertura fueron el atleta Emanuel Archibald y la jugadora de tenis de mesa Chelsea Edghill. El equipo olímpico guyanés no obtuvo ninguna medalla en estos Juegos.